# 최성 (배우)
최성(崔星, 본명: 최영준, 1928년 10월 17일 경남 의령 ~ 2009년 8월 24일 서울)은 대한민국의 영화 배우이다. 1958년 데뷔작으로 《낙화유수》를 영화로 활동했다.

## 생애
경상남도 의령군에서 출생하였고 1947년 연극배우 첫 데뷔하였고 1959년 《낙화유수》로 영화배우 데뷔하였다.
2000년 제37회 대종상영화제 특별연기상을 받았으며, 영화에서 손을 뗀 후, 2009년 8월 24일 연세대학교 의료원에서 별세했다.

## 출연 작품

### 영화
- 2004년 《아홉살 인생》 ... 교장 역
- 2003년 《하늘정원》 ... 백구 역
- 2002년 《연애소설》 ... 택시 손님 역
- 1998년 《고수》 ... 노무라 역
- 1997년 《나쁜 영화》 ... 폭주진압 짭새 3 역
- 1997년 《베이비 세일》 ... 회장 역
- 1996년 《학생부군신위》 ... 아버지 역
- 1996년 《투캅스 2》 ... 어르신 역
- 1995년 《무궁화 꽃이 피었습니다》 ... 우 사장 역
- 1993년 《에로스》
- 1993년 《벗어버린 사슬》
- 1992년 《시라소니》 ... 고히나타 역
- 1992년 《마음의 파수꾼》
- 1991년 《낙타는 따로 울지 않는다》
- 1991년 《유혹의 강》 ... 수지의 아버지 역
- 1991년 《누가 용의 발톱을 보았는가》
- 1990년 《포졸 형래와 벌레 3총사》 ... 목사 역
- 1990년 《쫄병수첩 2》
- 1989년 《건드리지 좀 마》
- 1988년 《그 마지막 겨울》
- 1988년 《대물》
- 1986년 《춤추는 딸》
- 1986년 《수렁에서 건진 내 딸》
- 1985년 《밤의 열기 속으로》
- 1983년 《여자가 밤을 두려워하랴》
- 1983년 《사랑할 때와 헤어질 때》
- 1980년 《땅울림》
- 1980년 《팔불출》
- 1980년 《매일 죽는 남자》
- 1979년 《심봤다》
- 1979년 《수병과 제독》
- 1978년 《제3공작》
- 1978년 《특명 8호》
- 1978년 《외팔이권앙》
- 1978년 《7호실 손님》
- 1976년 《구삼육 사건》
- 1976년 《원산공작》
- 1976년 《푸른 교실》
- 1976년 《바다의 사자들》
- 1976년 《나는 살아야 한다》
- 1976년 《용서받은 여인》
- 1975년 《탈출》
- 1975년 《특별수사본부 외팔이 김종원》
- 1975년 《소림사의 결투》
- 1975년 《독사》
- 1974년 《마지막 다섯 손가락》
- 1974년 《멋진 사나이들》
- 1974년 《유관순》
- 1974년 《들국화는 피었는데》
- 1974년 《암살지령》
- 1974년 《아리랑》
- 1974년 《대비상망》
- 1974년 《어둠속의 목격자》
- 1974년 《풍운의 권객》
- 1974년 《눈으로 묻고 얼굴로 대답하고 마음속 가득히 사랑은 영원히》
- 1973년 《명동을 떠나면서》
- 1973년 《비바리》
- 1973년 《어머니의 영광》
- 1973년 《기상천외》
- 1973년 《몸 전체로 사랑을》
- 1973년 《귀향》
- 1972년 《용호표》
- 1972년 《아들 딸 찾아 천리길》
- 1972년 《의사 안중근》
- 1972년 《명동잔혹사》
- 1971년 《훼리호를 타라》
- 1971년 《인간사표를 써라》
- 1971년 《케이라스의 황금》
- 1971년 《명동졸업생》
- 1970년 《굿바이 동경》
- 1970년 《한양건달》
- 1970년 《내일있는 우정》
- 1970년 《황금70 홍콩작전》
- 1970년 《태양은 늙지 않는다》
- 1970년 《애꾸눈 박》
- 1970년 《특공대와 돌아오지 않는 해병》
- 1970년 《안개속의 탈출》
- 1969년 《나이프 장》
- 1969년 《이조 여인잔혹사》
- 1969년 《허무한 마음》
- 1969년 《돌아온 팔도사나이》
- 1969년 《바람》
- 1969년 《흑점(속 제3지대)》
- 1969년 《3인의 여검객》
- 1969년 《0시의 부루스》
- 1969년 《사나이 U.D.T》
- 1969년 《5인의 사형수》
- 1969년 《쟘바 큐》
- 1969년 《사화산》
- 1968년 《탈출 17시》
- 1968년 《폭풍의 사나이》
- 1968년 《제삼지대》
- 1968년 《슬픔은 파도를 넘어》
- 1968년 《지옥의 십자로》
- 1968년 《똘똘이의 모험》
- 1967년 《수라문의 혈투》
- 1967년 《팔도강산》
- 1967년 《강명화》
- 1967년 《장렬 509 대전차대》
- 1966년 《초연》
- 1966년 《친정어머니》
- 1966년 《내 주먹을 사라》
- 1966년 《위험한 청춘》
- 1966년 《불사조》
- 1965년 《흑맥》
- 1965년 《불나비》
- 1965년 《흑룡강》
- 1965년 《홍콩의 왼손잡이》
- 1965년 《인천상륙작전》
- 1965년 《용서는 살아 있다》
- 1965년 《불붙는 대륙》
- 1965년 《신화를 남긴 해병》
- 1964년 《추격자》
- 1964년 《아카시아에 비오는 밤》
- 1964년 《연애할 시간 없다》
- 1964년 《양자강》
- 1964년 《포리호의 반란》
- 1963년 《돌아오지 않는 해병》
- 1963년 《사명당》
- 1963년 《차이나타운》
- 1963년 《지미는 슬프지 않다》
- 1962년 《두만강아 잘 있거라》
- 1962년 《암행어사 박문수》
- 1961년 《언니는 말괄량이》
- 1961년 《오발탄》
- 1961년 《에밀레종》
- 1960년 《돌아온 사나이》
- 1959년 《유관순》
- 1958년 《이름없는 별들》... 상훈친구 성진 역
- 1958년 《살아야 한다》
- 1958년 《낙화유수》